# João do Reino Unido
João do Reino Unido (nome pessoal em inglês: John Charles Francis) (Sandringham, 12 de julho de 1905 - 18 de janeiro de 1919) foi o mais novo dos seis filhos do rei Jorge V do Reino Unido e de sua esposa, a rainha Maria de Teck. À época do seu nascimento, seu pai era o Príncipe de Gales e herdeiro do rei Eduardo VII. Com a ascensão de Jorge V, em 1910, João passou a ocupar o quinto lugar na linha de sucessão ao trono britânico.
Em 1909, João foi diagnosticado com epilepsia e acreditava-se também que sofresse de algum tipo de deficiência intelectual, possivelmente autismo. À medida que sua condição se deteriorava, ele foi enviado para a Sandringham House, sendo mantido longe dos olhos do público. Lá, ele era cuidado por sua governanta, "Lala" Bill, e fez amizade com as crianças locais, selecionadas por sua mãe para servir-lhe de companhia. Foi também nessa residência que o príncipe morreu, em 1919, após uma grave crise convulsiva, sendo sepultado na vizinha igreja de Santa Maria Madalena. O público em geral só tomou conhecimento de sua doença após sua morte.
A reclusão à qual João foi submetido foi posteriormente usada como evidência da desumanidade da família real. No entanto, os registros mostram que, de certa forma, o príncipe recebia dos pais mais atenção que os irmãos e que sua mãe era particularmente amorosa e atenciosa com ele.

## Biografia

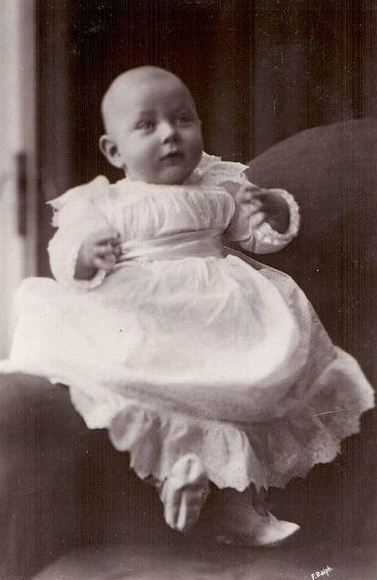
João quando bebê

### Nascimento
João nasceu na York Cottage (na propriedade de Sandringham), em 12 de julho de 1905. Era o sexto filho (quinto varão) de Jorge Frederico, Príncipe de Gales e de Maria de Teck. Chamado informalmente de "Johnny", seu nome estava associado a eventos infelizes para a família real. Como neto do monarca britânico pela linha masculina e filho do príncipe de Gales, ele recebeu desde o nascimento o tratamento formal de "Sua Alteza Real o Príncipe João de Gales".

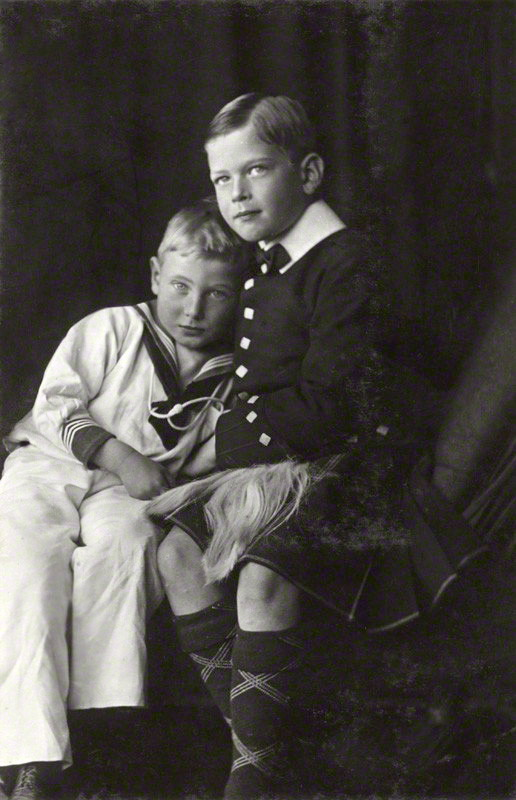
O príncipe João sendo abraçado pelo irmão, o príncipe Jorge (1909).

João foi batizado em 3 de agosto na Igreja de Santa Maria Madalena, em Sandringham, tendo como oficiante o reverendo John Neale Dalton. Seus padrinhos foram o rei Carlos I de Portugal (seu primo em terceiro grau, representado pelo Príncipe de Gales), o Duque de Esparta (seu primo em primeiro grau), o príncipe Carlos da Dinamarca (seu primo em primeiro grau e tio pelo casamento, representado pelo Príncipe de Gales), o príncipe João de Schleswig-Holstein-Sonderburg-Glücksburg (seu tio-bisavô, representado pelo Príncipe de Gales), Alexandre Duff, 1° Duque de Fife (seu tio pelo casamento, representado pelo Príncipe de Gales), a Duquesa de Esparta (sua prima em primeiro grau, representada por sua tia, a princesa Vitória) e a princesa Alice, Condessa de Athlone (sua prima em primeiro grau, representada pela princesa Vitória).

### Primeiros anos e doença
João passou muitos dos seus primeiros anos em Sandringham com seus irmãos - príncipe Eduardo (chamado familiarmente de David), príncipe Alberto, princesa Maria, príncipe Henrique e príncipe Jorge -, sob os cuidados de sua babá Charlotte "Lala" Bill. Apesar de ser um severo disciplinador, o Príncipe de Gales foi, todavia, afetuoso com seus filhos. A princesa Maria também era muito próxima dos pequenos príncipes e os encorajava a confiar nela. Em 1909, a tia-avó de João, a czarina-viúva da Rússia escreveu ao seu filho, o czar Nicolau II, dizendo que "as crianças de Jorge são muito agradáveis... Os menores, Jorge e Johnny, são encantadores e muito divertidos..." A condessa de Athlone descreveu João como "muito singular e uma noite, quando tio Jorge retornou da caça e inclinou-se sobre tia May e beijou-a, ouviram Johnny falar consigo mesmo: 'Ela beijou Papá, velho feio!'" Jorge disse certa vez ao presidente dos Estados Unidos, Theodore Roosevelt, que "todos os [seus] filhos [eram] obedientes, exceto João." - aparentemente porque somente João, entre os filhos de Jorge, escapava da punição paterna.
Apesar de ser um "grande e bonito" bebê, por volta de seu quarto aniversário João tornou-se "cativante" e "aflitivamente lento". Nesse mesmo ano, ele sofreu sua primeira crise epilética e mostrou sinais de dificuldades de aprendizado, possivelmente por autismo. Com a morte de seu avô, em 1910, e a ascensão de seu pai ao trono britânico, o menino passou a ser formalmente chamado de "Sua Alteza Real o Príncipe João". Ele não compareceu à cerimônia de coroação de seus pais, em 22 de junho de 1911, pois considerou-se que seria muito arriscado para a saúde. Entretanto, os críticos afirmaram que a família real temia que sua reputação pudesse ser prejudicada por algum incidente envolvendo o príncipe. Embora João não fosse considerado "apresentável para o mundo exterior", Jorge V demonstrava interesse por ele, cercando-o de "carinho e atenção".

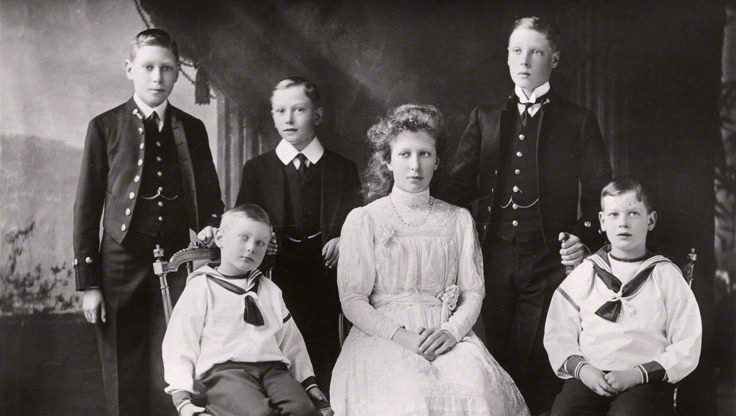
As crianças reais, em 1912: Alberto, João, Henrique, Maria, Eduardo e Jorge.

Durante sua permanência em Sandringham, João exibia um comportamento repetitivo, o que seria um dos sinais do autismo. É possível que seja esta a razão para seu constante mau comportamento: "ele simplesmente não entendia que precisava [se comportar]". No entanto, sempre se esperou que seus ataques pudessem diminuir com tempo - seu tio-avô, o príncipe Leopoldo, Duque de Albany, viveu até a idade adulta com epilepsia. Contrariando a crença de que ele era mantido afastado dos olhos do público desde a tenra idade, João era visto com frequência até depois do seu aniversário de onze anos, demonstrando que foi, durante a maior parte de sua vida, um "membro pleno da família".
Em 1912, o príncipe Jorge, que tinha idade mais próxima de João, iniciou seus estudos na escola preparatória St Peter's Court, em Broadstairs. No verão seguinte, o jornal The Times informou que João não seguiria para Broadstairs para o período letivo e que seus pais não haviam decidido se enviariam o príncipe à escola. Com a eclosão da Primeira Guerra Mundial, João raramente via seus pais - sempre ausentes em funções oficiais - ou seus irmãos - que estavam no colégio interno ou servindo as forças armadas. Assim, o menino foi paulatinamente desaparecendo dos olhos do público e não há retratos oficiais dele após 1913.

### Wood Farm

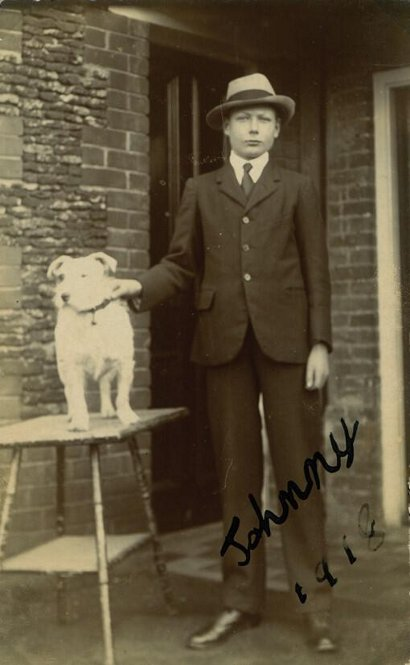
O Príncipe João e seu cachorro, 1918.

Em 1916, quando suas crises tornaram-se mais frequentes e graves, João foi enviado para viver na Wood Farm, com sua governanta. Apesar de manter algum interesse no mundo ao seu redor e ser capaz de expressar um pensamento coerente, sua falta de progresso intelectual levou à demissão do último de seus tutores e ao término de sua educação formal. Os médicos alertaram que ele provavelmente não chegaria à idade adulta.
Na Wood Farm, João tornou-se "um satélite com sua própria e pequena família numa afastada fazenda na propriedade de Sandringham (...) Os hóspedes de Balmoral lembram-se dele durante a Grande Guerra como alto e forte, mas sempre uma figura distante, vislumbrado ao longe na floresta, escoltado por seus próprios serviçais." Sua avó, a rainha Alexandra, mantinha um jardim na Sandringham House especialmente para ele e este tornou-se "um dos grandes prazeres de sua vida [de João]."
Após o verão de 1916, João raramente foi visto fora da propriedade de Sandringham e passou aos cuidados exclusivos de sua governanta. Depois que a rainha Alexandra escreveu que "[João] tem muito orgulho de sua casa, mas sente falta de um companheiro", a rainha Maria rompeu com a prática real de trazer crianças das redondezas para brincar com João. Uma delas foi Winifred Thomas, uma jovem de Halifax que havia sido enviada para morar com os tios (que trabalhavam nos estábulos reais de Sandringham), na esperança de melhorar da asma. João e Winifred haviam se conhecido antes da eclosão da Primeira Guerra Mundial e nessa época eles se reaproximaram, fazendo caminhadas juntos e trabalhando no jardim da rainha Alexandra. João também brincava com seus irmãos mais velhos quando estes o visitavam. Certa vez, numa dessas visitas, o príncipe Eduardo "levou-o para uma corrida em uma espécie de carrinho de mão e ambos sumiram de vista."

### Morte
Como as crises de João se intensificaram (conforme relato posterior de sua governanta) "nós não [ousamos] deixá-lo com seus irmãos e irmã porque os angustiava demais, com as crises ficando piores e tão frequentes." O biógrafo Denis Judd acredita que "a reclusão [de João] e a 'anormalidade' devem ter sido perturbadores para seus irmãos e irmã", pois ele havia sido "um garotinho simpático, extrovertido, muito amado por seus irmãos e irmã, uma espécie de mascote para a família." Ele passava o dia de Natal com sua família, na Sandringham House, mas era levado de volta para Wood Farm à noite.
Em 18 de janeiro de 1919, após uma grave crise, João morreu dormindo, às 17h30m. A rainha Maria escreveu em seu diário que a notícia foi "um grande choque, apesar de que, para alma inquieta do pobre menino, a morte veio como um grande alívio. Dei a notícia a Jorge e nos dirigimos a Wood Farm. Encontramos a Lala muito resignada, mas com o coração partido. O pequeno Johnnie parecia muito tranquilo, deitado lá."
Maria escreveu mais tarde para Emily Alcock, uma velha amiga, que "foi [para João] um grande alívio, pois sua doença foi piorando à medida que envelhecia, e assim ele foi poupado de muito sofrimento. Eu não posso dizer quão gratos nos sentimos a Deus por ele ter ido de forma tão pacífica; ele só dormia tranquilamente em seu lar celestial, sem dor, sem luta, apenas paz para o pobre espírito perturbado, que tinha sido uma grande angústia para nós por muitos anos, desde que ele tinha quatro anos de idade." A rainha acrescentou que "a primeira quebra no círculo familiar é difícil de suportar, mas as pessoas têm sido tão amáveis e simpáticas e isto nos ajudou muito." Jorge V descreveu a morte de seu filho simplesmente como "a maior misericórdia possível."

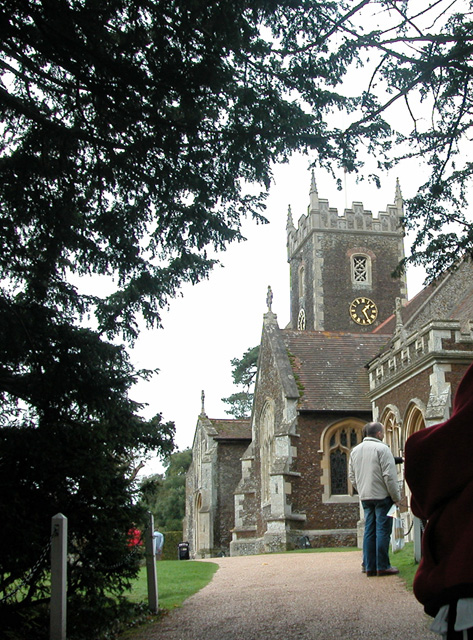
Igreja de Santa Maria Madalena, em Sandringham.

Em 20 de janeiro, o jornal Daily Mirror publicou que "quando o príncipe faleceu seu rosto tinha um sorriso angelical". Sua matéria também fazia, pela primeira vez, uma menção pública à epilepsia de João. O funeral foi no dia seguinte, na igreja de Santa Maria Madalena, tendo John Neale Dalton omo oficiante. A rainha Maria escreveu que "o cânon Dalton e o dr. Brownhill [médico de John] conduziram o serviço que foi terrivelmente triste e comovente. Muitos populares e aldeões estavam presentes. Agradecemos aos serviçais de Johnnie, que foram tão bons e fiéis a ele." Embora anunciado como privado, o funeral foi assistido por funcionários da Sandringham House: "Cada pessoa na propriedade foi e ficou em torno dos portões e seu túmulo foi totalmente coberto de flores". A rainha Alexandra escreveu à nora, dizendo que "agora [nossos] dois queridos Johnnies estão lado a lado".

## Legado

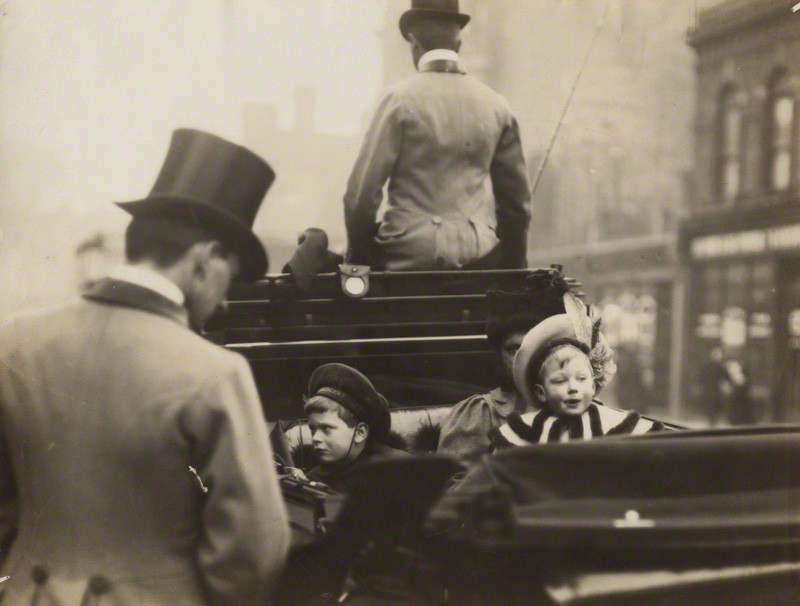
João (à direita) e seu irmão Jorge.

O príncipe Eduardo conhecia muito pouco de João e, consequentemente, viu sua morte como "pouco mais que um lamentável incômodo." Em carta à sua amante na época, escreveu que "[havia] lhe contado tudo sobre seu irmão mais novo e de como ele era um epiléptico. De qualquer modo [João] passou os dois últimos anos praticamente mudo; assim, ninguém jamais o via, exceto a família e apenas uma ou duas vezes por ano. Este pobre menino havia se tornado mais um animal do que qualquer outra coisa". Eduardo também escreveu uma carta insensível para a mãe, mas seus registros se perderam. A rainha não respondeu, mas o príncipe sentiu a necessidade de escrever-lhe um pedido de desculpas, no qual afirmou que "[sentia-se] como um porco cruel e impiedoso por escrever tudo aquilo (...) Ninguém poderia saber mais do que [ela] o quanto o pobre Johnnie significava para [ele] que mal o conhecia (...)" Ele passou a afirmar "Eu sinto muito por você, querida Mamã, que era a mãe dele". Na última menção a João em seu diário, a rainha Maria escreveu simplesmente: "A querida criança faz realmente muita falta". Ela deu vários dos livros de João a Winifred Thomas, com a dedicatória: "Em memória do nosso querido pequeno Príncipe". "Lala" Bill sempre manteve um retrato de João sobre sua lareira, juntamente com uma carta na qual ele dizia: "Babá, eu te amo".
Em anos recentes, o isolamento do príncipe João foi usado como uma dos principais provas da "crueldade" da família Windsor. De acordo com um documentário do Channel 4 de 2008, grande parte das informações existentes sobre o príncipe é "baseado em boatos e rumores, justamente porque há tão poucos detalhes sobre sua vida e porque seus problemas nunca foram divulgados". A Associação Britânica de Epiléticos afirmou que: "Não havia nada de anormal no que [o rei e a rainha] fizeram. Naquela época, as pessoas com epilepsia eram excluídas da comunidade. Eles eram muitas vezes internados em colônias para epiléticos ou em hospícios, pois acreditava-se tratar de uma forma de doença mental", acrescentando que a ideia de que os epiléticos não deviam ser trancados começara a tomar corpo há apenas vinte anos. A família real acreditava que essa doença corria em seu sangue - que se acreditava ser mais puro que o sangue de um plebeu - e, assim, tentou esconder o máximo possível a condição de João. Outros autores sugerem que João foi enviado para Wood Farm para proporcionar-lhe o melhor ambiente possível sob as condições de "austeridade" da Primeira Guerra Mundial. Sem dúvida, a família real tinha "medo e vergonha da doença de João", e sua vida é "geralmente retratada como tragédia ou conspiração". Quando da abdicação de Eduardo VIII, houve uma tentativa de se colocar a imagem do príncipe Alberto (que sucedeu o irmão como Jorge VI) em descrédito, sugerindo que ele estaria sujeito a crises convulsivas, como seu irmão. Em 1998, após a descoberta de dois volumes de fotografias da família, João foi brevemente trazido à atenção do público.

## Cultura popular
Em 2003, foi lançado The Lost Prince, um filme biográfico sobre a vida de João, dirigido por Stephen Poliakoff. Em 2008, um documentário intitulado "Prince John: The Windsors' Tragic Secret", dirigido por Paul Tilzey, foi transmitido pelo Channel 4. João também é mencionado brevemente no filme O Discurso do Rei, de 2010, que retrata a luta do príncipe Alberto para superar sua gagueira.

## Títulos e estilos
- 12 de julho de 1905 – 6 de maio de 1910: Sua Alteza Real o Príncipe João de Gales
- 6 de maio de 1910 – 18 de janeiro de 1919: Sua Alteza Real o Príncipe João